# Numismatiek
Numismatiek (van het Latijnse nummus - munt; cf. Oudgriekse νόμισμα / nómisma - (zilver)munt, geld), ook muntkunde genoemd, is de wetenschappelijke studie van alle tastbare vormen en geschiedenis van geld (munten en bankbiljetten) en vormverwante voorwerpen als penningen en gesneden stenen, alsmede de zaken die hierbij horen, zoals muntstempels, muntgewichten, druktechnieken, muntwetgeving enz. Vaak wordt het verzamelen van munten als hobby ook numismatiek genoemd.
Numismatiek wordt meestal bedreven als verzamelhobby of als belegging, maar heeft ook een wetenschappelijke kant, omdat bij opgravingen de gevonden munten soms de enige voorwerpen met opschriften zijn. In die zin verbindt de numismatiek soms de archeologie met de geschreven geschiedenis. Van sommige heersers zijn muntvondsten de belangrijkste vingerwijzing over hoelang en in welke jaren, zij geregeerd hebben. Ook geven muntvondsten vaak aanvullende informatie voor de datering van opgravingen of de handelsbetrekkingen met andere gebieden. Een expert op het gebied van numismatiek wordt numismaat genoemd.

## Nederlandse tijdschriften
Er bestaan een paar Nederlandstalige numismatische tijdschriften, waaronder de MUNTkoerier die in januari 1972 voor het eerst verscheen. De eerste vijf nummers waren in de vorm van een krant, vanaf juni 1972 werd het een tijdschrift. Het blad had in 2005 een oplage van 11.000, waarvan er bijna 1000 naar het buitenland werden verzonden. De Muntkoerier heeft als doelgroep beginners en verzamelaars van Nederlandse munten (Provinciaal en Koninkrijk), Nederlandse koloniën en van pseudomunten.
Een ander tijdschrift is De Beeldenaar met als doelgroep gevorderden en verzamelaars van oudere munten van de hele wereld, (soms) klassieke munten en (vooral moderne) penningen. De Beeldenaar had ook enkele voorlopers, waaronder De geuzenpenning (1951-1976) en de Florijn (1972-1976).
De Nederlandse Vereniging van Papiergeldverzamelaars (IBNS Nederland) geeft sinds 1986 een bulletin uit, dat voor verzamelaars van papiergeld specifieke informatie over circulerende en historische biljetten geeft. In 1990 is dit bulletin omgedoopt tot 't Watermerk.